# David Puttnam
David Terence Puttnam, Baron Puttnam (ur. 25 lutego 1941 w Londynie) – brytyjski producent filmowy. Laureat Oscara oraz dwukrotny laureat Nagrody BAFTA za najlepszy film roku. W latach 1986–1987 szef wytwórni Columbia Pictures. Od 1997 dożywotni członek Izby Lordów. W 2006 otrzymał honorowe wyróżnienie BAFTA za wkład w rozwój światowego kina.

## Filmografia (jako producent)
| Rok  | Tytuł                | Reżyser             |
| ---- | -------------------- | ------------------- |
| 1975 | Lisztomania          | Ken Russell         |
| 1977 | Pojedynek            | Ridley Scott        |
| 1978 | Midnight Express     | Alan Parker         |
| 1981 | Rydwany ognia        | Hugh Hudson         |
| 1983 | Biznesmen i gwiazdy  | Bill Forsyth        |
| 1984 | Pola śmierci         | Roland Joffé        |
| 1986 | Misja                | Roland Joffé        |
| 1990 | Ślicznotka z Memphis | Michael Caton-Jones |

## Nagrody i nominacje
| Rok  | Nagroda                   | Kategoria                                              | Film                       | Rezultat  |
| ---- | ------------------------- | ------------------------------------------------------ | -------------------------- | --------- |
| 1979 | Nagroda Akademii Filmowej | Najlepszy film                                         | Midnight Express (1978)    | Nominacja |
| 1982 | Nagroda Akademii Filmowej | Najlepszy film                                         | Rydwany ognia (1981)       | Wygrana   |
| 1982 | Nagroda BAFTA             | Najlepszy film                                         | Rydwany ognia (1981)       | Wygrana   |
| 1984 | Nagroda BAFTA             | Najlepszy film                                         | Biznesmen i gwiazdy (1983) | Nominacja |
| 1985 | Nagroda Akademii Filmowej | Najlepszy film                                         | Pola śmierci               | Nominacja |
| 1985 | Nagroda BAFTA             | Najlepszy film                                         | Pola śmierci               | Wygrana   |
| 1985 | David di Donatello        | Najlepszy producent zagraniczny                        | Pola śmierci               | Wygrana   |
| 1987 | Nagroda Akademii Filmowej | Najlepszy film                                         | Misja (1986)               | Nominacja |
| 1987 | Nagroda BAFTA             | Najlepszy film                                         | Misja (1986)               | Nominacja |
| 1987 | David di Donatello        | Najlepszy producent zagraniczny                        | Misja (1986)               | Wygrana   |
| 2006 | BAFTA                     | Honorowe wyróżnienie za wkład w rozwój światowego kina | –                          | Wygrana   |

## Otrzymane ordery i tytuły
- 1983 - Komandor Orderu Imperium Brytyjskiego (CBE)
- 1995 - Rycerz Kawaler (Knight Bachelor)
- 1997 - Par Dożywotni (life peer) – członek Izby Lordów